# Park Bom
Park Bom (n. 24 martie 1984, Seul, Coreea de Sud), cunoscută și sub numele de Bom, este o cântăreață sud coreeană. Este cunoscută în special pentru rolul ei de vocalistă în trupa 2NE1. 
Bom și-a început cariera muzicală în 2006 prin colaborările ei cu diverși colegi ai casei de discuri precum BIGBANG, Lexy și Masta Wu. În 2009 a debutat alături de trupa sud coreeană de k-pop 2NE1, ca vocalistă principală. Ca membră a trupei, a lansat doua solo-uri, "You and I" și "Don't Cry", piese ce au ajuns pe locul 1 în Gaon Digital Chart, clasamentul muzical național al Coreei de Sud. A câștigat premiul Best Digital Single la a 10-a editie Mnet Asian Music Awards (MAMA). 
În urma destrămării trupei în 2016, Park Bom a părăsit agenția, YG Entertainment, în noiembrie. Pe 18 iulie 2018 a semnat cu D-Nation Entertainment și a lansat piesa "Spring", în martie 2019.